# Aeropuerto Internacional Sir Seewoosagur Ramgoolam
El Aeropuerto Internacional Sir Seewoosagur Ramgoolam (IATA: MRU, OACI: FIMP), anteriormente conocido como Aeropuerto de Plaisance, es un aeropuerto ubicado en el pueblo de Plaine Magnien, aproximadamente 48 kilómetros (30 mi) al sureste de Puerto Louis, Mauricio. Es la base de Air Mauritius.
La terminal posee dos plantas de altura y posee un aparcamiento a cielo abierto.
El 28 de mayo de 2009, las filiales de Aéroports de Paris ADPM y ADPI anunciaron que habían logrado el contrato de construcción y dirección de la terminal 2 que estará conectada con la terminal actual.

## Servicios
Algunas de las tiendas y servicios son:
- Embalao - restaurante
- Le Village - restaurante
- Voyage à la Carte - restaurante
- Le Bar du Voyageur - restaurante
- Embalaba - restaurante
- La Terrasse - en la sala AML
- Mauritius Duty Free Paradise Co Ltd - tienda duty free
- Made in Mauritius - tienda duty free
- A Taste Of Paradise
- floristería
- librería
- Barclays Bank Mauritius
- State Bank
- The Mauritius Commercial Bank
- Shibani Finance
- Thomas Cook
- HSBC
- Correos
- AML Lounge - VIP
- Air Mauritius Lounge

## Aerolíneas y destinos

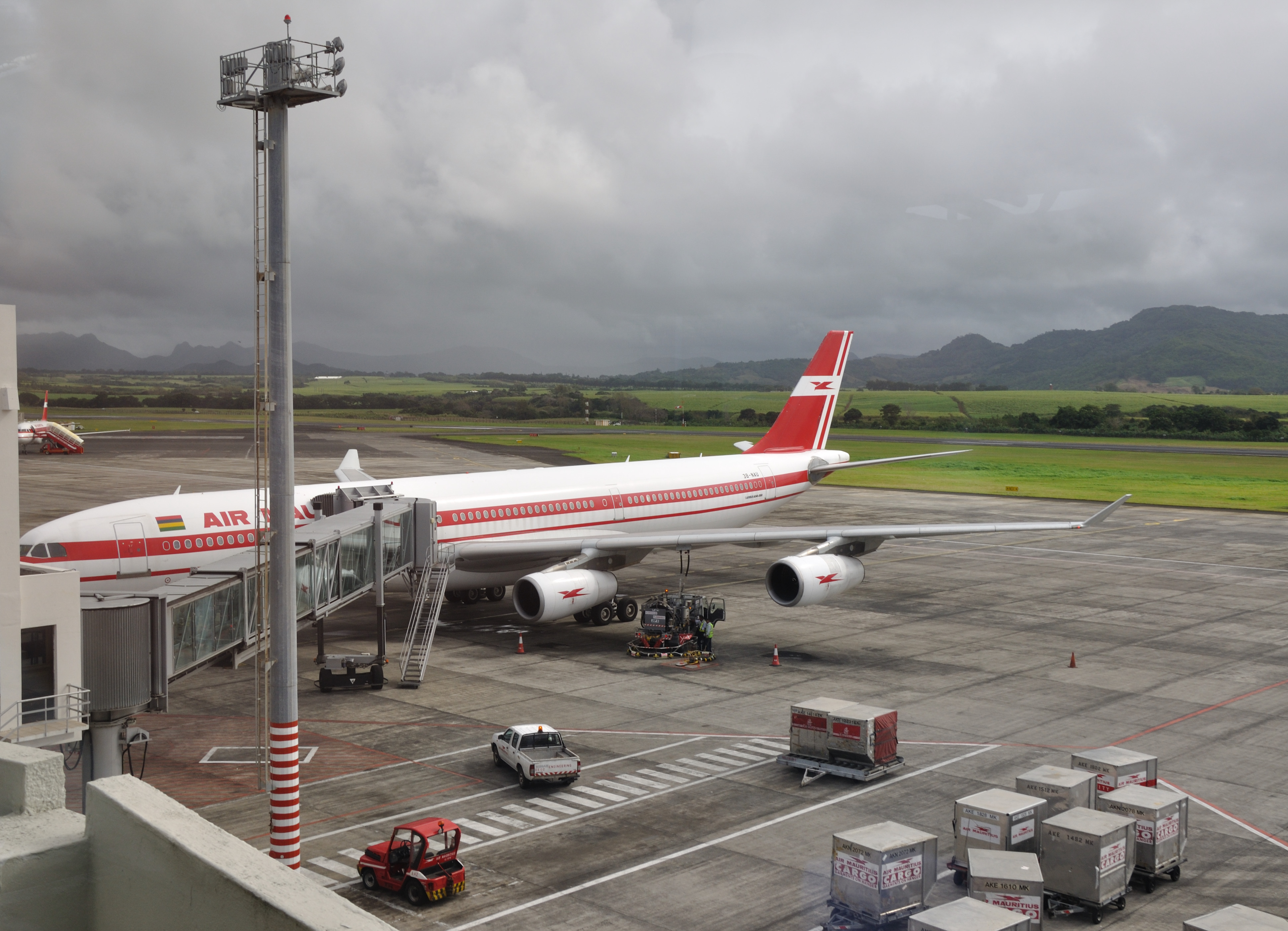
Un Airbus A340-300 de Air Mauritius en la puerta.

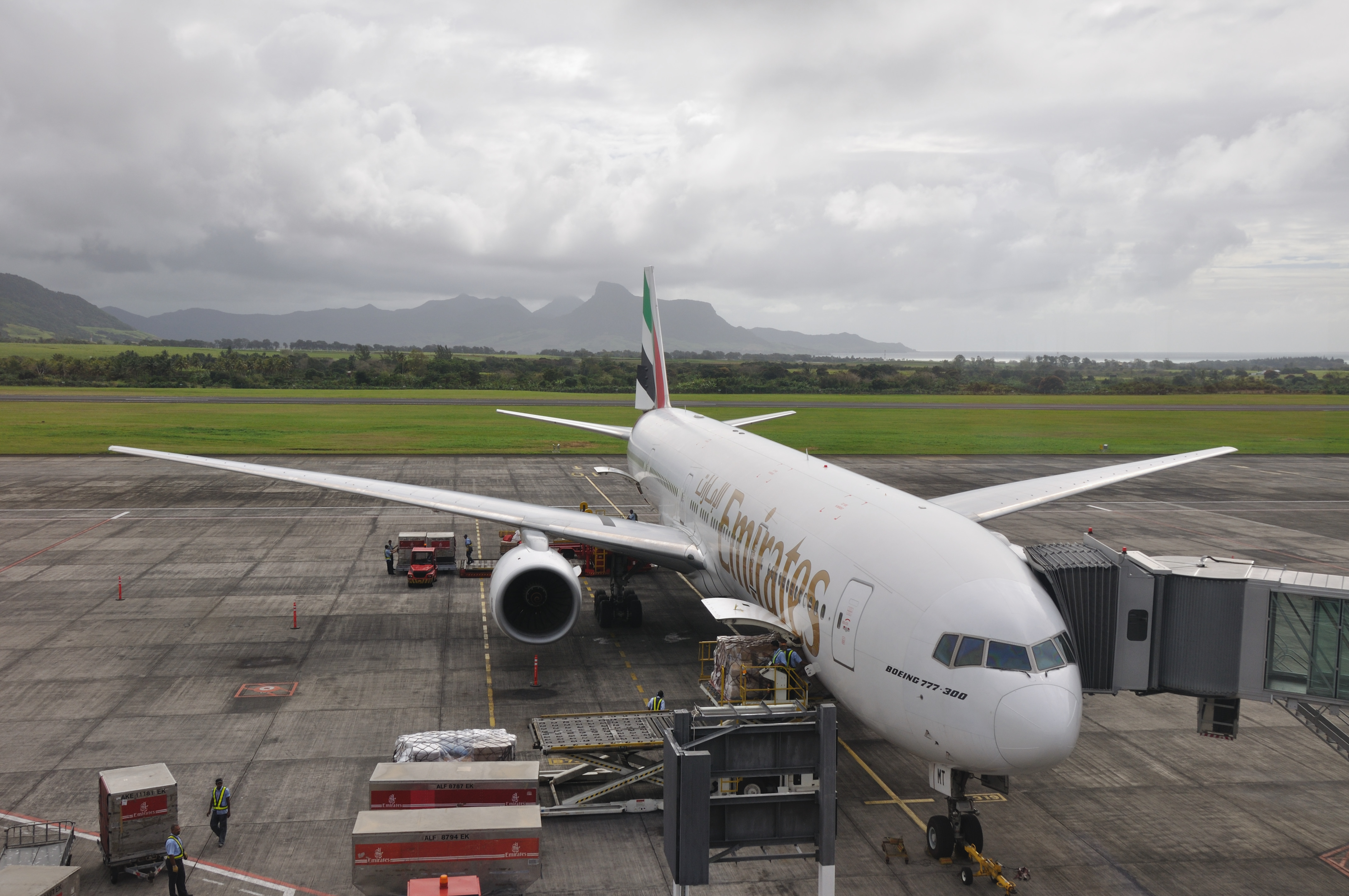
Un Boeing 777-300ER de Emirates.

### Destinos nacionales
| Aerolíneas    | Destinos  |
| ------------- | --------- |
| Air Mauritius | Rodrigues |

### Destinos internacionales
| Ciudades por países    | Nombre del aeropuerto                          | Aerolíneas                                                                  | Aeronaves           | Frecuencias semanales |        |
| África                 | África                                         | África                                                                      | África              | África                | África |
| ---------------------- | ---------------------------------------------- | --------------------------------------------------------------------------- | ------------------- | --------------------- | ------ |
| Kenia                  |                                                |                                                                             |                     |                       |        |
| Nairobi                | Aeropuerto Internacional Jomo Kenyatta         | Air Mauritius Kenya Airways                                                 |                     |                       |        |
| Madagascar             |                                                |                                                                             |                     |                       |        |
| Antananarivo           | Aeropuerto Internacional Ivato                 | Air Madagascar Air Mauritius                                                |                     |                       |        |
| Reunión                |                                                |                                                                             |                     |                       |        |
| Saint-Denis            | Aeropuerto de Saint Denis-Roland Garros        | Air Austral Air Mauritius                                                   |                     |                       |        |
| Saint-Pierre           | Aeropuerto de Saint-Pierre - Pierrefonds       | Air Austral                                                                 |                     |                       |        |
| Seychelles             |                                                |                                                                             |                     |                       |        |
| Mahé                   | Aeropuerto Internacional de Seychelles         | Air Mauritius Air Seychelles                                                | A320-251N           |                       |        |
| Sudáfrica              |                                                |                                                                             |                     |                       |        |
| Ciudad del Cabo        | Aeropuerto Internacional de Ciudad del Cabo    | Air Mauritius                                                               | A330-243            |                       |        |
| Johannesburgo          | Aeropuerto Internacional de Johannesburgo      | Air Mauritius FlySafair South African Airways                               | A3x0 B737-800 A3xx  |                       |        |
| Tanzania               |                                                |                                                                             |                     |                       |        |
| Dar es Salaam          | Aeropuerto de Dar es Salaam                    | Air Mauritius                                                               |                     |                       |        |
| Asia                   |                                                |                                                                             |                     |                       |        |
| Arabia Saudita         |                                                |                                                                             |                     |                       |        |
| Riad                   | Aeropuerto Internacional Rey Khalid            | Saudia                                                                      |                     |                       |        |
| Yidda                  | Aeropuerto Internacional Rey Abdulaziz         | Saudia                                                                      | B787-9              |                       |        |
| China                  |                                                |                                                                             |                     |                       |        |
| Shanghái               | Aeropuerto Internacional Pudong                | Air Mauritius                                                               | A3x0                |                       |        |
| Emiratos Árabes Unidos |                                                |                                                                             |                     |                       |        |
| Dubái                  | Aeropuerto Internacional de Dubái              | Emirates                                                                    | A380-800            |                       |        |
| Hong Kong              |                                                |                                                                             |                     |                       |        |
| Hong Kong              | Aeropuerto Internacional de Hong Kong          | Air Mauritius                                                               | A3x0                |                       |        |
| India                  |                                                |                                                                             |                     |                       |        |
| Bombay                 | Aeropuerto Internacional Chhatrapati Shivaji   | Air Mauritius Vistara                                                       | A3x0 A321-251NXLR   |                       |        |
| Chennai                | Aeropuerto Internacional de Chennai            | Air Mauritius (reinicia 12 de abril de 2024)                                | A3x0                |                       |        |
| Nueva Delhi            | Aeropuerto Internacional Indira Gandhi         | Air Mauritius                                                               | A3x0                |                       |        |
| Irán                   |                                                |                                                                             |                     |                       |        |
| Teherán                | Aeropuerto Internacional Imán Jomeiní          | Mahan Air (Charter estacional)                                              |                     |                       |        |
| Malasia                |                                                |                                                                             |                     |                       |        |
| Kuala Lumpur           | Aeropuerto Internacional de Kuala Lumpur       | Air Mauritius                                                               | A3x0                |                       |        |
| Europa                 |                                                |                                                                             |                     |                       |        |
| Alemania               |                                                |                                                                             |                     |                       |        |
| Fráncfort del Meno     | Aeropuerto de Fráncfort del Meno               | Condor Discover Airlines                                                    | A330-941N A330-343* |                       |        |
| Austria                |                                                |                                                                             |                     |                       |        |
| Viena                  | Aeropuerto de Viena-Schwechat                  | Austrian Airlines (Estacional)                                              | B777-200ER          |                       |        |
| Bulgaria               |                                                |                                                                             |                     |                       |        |
| Sofía                  | Aeropuerto de Sofía                            | Bulgaria Air (Chárter estacional)                                           |                     |                       |        |
| Dinamarca              |                                                |                                                                             |                     |                       |        |
| Copenhague             | Aeropuerto de Copenhague-Kastrup               | TUI fly Nordic (Charter Estacional)                                         | B7x7                |                       |        |
| España                 |                                                |                                                                             |                     |                       |        |
| Barcelona              | Aeropuerto Josep Tarradellas Barcelona-El Prat | Iberojet (Estacional)                                                       | A3x0                |                       |        |
| Madrid                 | Aeropuerto de Madrid-Barajas                   | Iberojet (Estacional)                                                       | A3x0                |                       |        |
| Finlandia              |                                                |                                                                             |                     |                       |        |
| Helsinki               | Aeropuerto de Helsinki-Vantaa                  | TUI fly Nordic (Charter Estacional)                                         | B787-9              |                       |        |
| Francia                |                                                |                                                                             |                     |                       |        |
| Lyon                   | Aeropuerto de Lyon-Saint Exupéry               | Corsairfly                                                                  | A330-941N           |                       |        |
| Marsella               | Aeropuerto de Marsella-Provenza                | Corsairfly                                                                  | A330-941N           |                       |        |
| París                  | Aeropuerto de París-Charles de Gaulle          | Air France Air Mauritius                                                    | A350-941            |                       |        |
| París                  | Aeropuerto de París-Orly                       | Corsairfly                                                                  | A330-941N           |                       |        |
| Italia                 |                                                |                                                                             |                     |                       |        |
| Milán                  | Aeropuerto de Milán-Malpensa                   | Neos (Estacional)                                                           | B787-9              |                       |        |
| Roma                   | Aeropuerto de Roma-Fiumicino                   | Air Mauritius (Estacional) (inicia 16 de octubre de 2024) Neos (Estacional) | A3x0 B7x7           |                       |        |
| Noruega                |                                                |                                                                             |                     |                       |        |
| Oslo                   | Aeropuerto de Oslo-Gardermoen                  | TUI fly Nordic (Charter Estacional)                                         | B787-9              |                       |        |
| Polonia                |                                                |                                                                             |                     |                       |        |
| Varsovia               | Aeropuerto de Varsovia-Chopin                  | LOT Polish Airlines (Charter Estacional)                                    | B787                |                       |        |
| Portugal               |                                                |                                                                             |                     |                       |        |
| Lisboa                 | Aeropuerto Humberto Delgado                    | Iberojet (Estacional)                                                       | A3x0                |                       |        |
| Reino Unido            |                                                |                                                                             |                     |                       |        |
| Londres                | Aeropuerto de Londres-Gatwick                  | Air Mauritius British Airways                                               | A3x0 B777           |                       |        |
| Rusia                  |                                                |                                                                             |                     |                       |        |
| Moscú                  | Aeropuerto Internacional de Moscú-Sheremétievo | Aeroflot                                                                    |                     |                       |        |
| Suecia                 |                                                |                                                                             |                     |                       |        |
| Estocolmo              | Aeropuerto de Estocolmo-Arlanda                | TUI fly Nordic (Charter Estacional)                                         | B787-9              |                       |        |
| Suiza                  |                                                |                                                                             |                     |                       |        |
| Ginebra                | Aeropuerto Internacional de Ginebra            | Air Mauritius (Estacional)                                                  | A3x0                |                       |        |
| Zúrich                 | Aeropuerto Internacional de Zúrich             | Edelweiss Air                                                               | A340-313X           |                       |        |
| Turquía                |                                                |                                                                             |                     |                       |        |
| Estambul               | Aeropuerto Internacional Atatürk               | Turkish Airlines                                                            |                     |                       |        |
| Oceanía                |                                                |                                                                             |                     |                       |        |
| Australia              |                                                |                                                                             |                     |                       |        |
| Perth                  | Aeropuerto de Perth                            | Air Mauritius                                                               | A3x0                |                       |        |

## Estadísticas
Ver fuente y consulta Wikidata.